# Wahlen 1844
◄◄ | ◄ | 1840 | 1841 | 1842 | Wahlen 1844 | 1845 | 1846 | 1847 | 1848 | ► | ►►

Weitere Ereignisse
Die Liste der Wahlen 1844 umfasst Parlamentswahlen, Präsidentschaftswahlen, Referenden und sonstige Abstimmungen auf nationaler und subnationaler Ebene, die im Jahr 1844 weltweit abgehalten wurden.
Das damalige Wahlrecht entsprach typischerweise nicht den Wahlrechtsgrundsätzen der direkten, geheimen und gleichen Wahl. Zeittypisch waren oft nur kleine Teile der Bevölkerung wahlberechtigt, ein Frauenwahlrecht war nicht gegeben.

## Termine
| Land                   | Datum            | Link zur Wahl 1844                                  | Link zur letzten Wahl | Bemerkung |
| ---------------------- | ---------------- | --------------------------------------------------- | --------------------- | --- |
| Island                 | 1. Januar        | Parlamentswahl in Island                            |                       | erste Wahl |
| Norwegen               | 1. Januar        | Parlamentswahl in Norwegen                          | 1841                  | |
| Sachsen-Coburg         | 1. März          | Landtagswahl zum Coburger Landtag                   | 1839                  | |
| Griechenland           | 1. Juni          | Parlamentswahl in Griechenland                      | 1843                  | |
| Vereinigte Staaten     | 1. Juli          | Wahl zum Repräsentantenhaus der Vereinigten Staaten | 1842                  | |
| Republik Texas         | 2. September     | Präsidentschaftswahl in der Republik Texas          | 1841                  | |
| Vereinigte Staaten     | 5. November      | Gouverneurswahl in New York                         | 1842                  | |
| Vereinigte Staaten     | 1. November      | Präsidentschaftswahl in den Vereinigten Staaten     | 1840                  | |
| Schwarzburg-Rudolstadt | 1. Dezember      | Landtagswahl zum Landtag von Schwarzburg-Rudolstadt | 1838/39               | |
| Lippe                  | vor dem 10. Dez. | Landtagswahl in Lippe                               | 1838                  | nach den Protokollen des Landtages wurde dem ersten Stand am 10. Dezember eine vorläufige Proposition mitgeteilt |